# Петлово брдо
Петлово брдо је београдско насеље које припада градској општини Раковица.

## Географија
Налази се у централном делу општине на источним падинама 205 метара високог, истоименог брда. Насеље се развило на укрштању два велика приградска пута, Ибарске магистрале и Кружног пута Кијево. Линије која повезују Славију и Петлово брдо су 42 и 59,линија која повезује Зелени Венац и Петлово брдо је 56, и линија која повезује Старо Кијево и Петлово брдо 501. Граничи се са насељима Лабудово брдо на северу, Кијевом на истоку док се делови западно и јужно од насеља још неурбанизована. Даље у правцу запада се налази ce Железник док се на југу налази београдско гробље Орловача. Насеље Железник и поменуто гробље припадају општини Чукарица. Петлово брдо припада месној заједници „Кијево“ која се и налази у насељу. Најпознатија грађевина су такозвани Плави солитери.

## Образовање
На Петловом брду се налази основна школа Владимир Роловић.